# Szladovits József
Szladeoviczi Szladovits József (Sitke, Vas vármegye, 1773. november 25. – Boldogfa, 1829. február 26.), táblabíró, cs. és kir. kapitány, nagykanizsai uradalmi ügyész, földbirtokos.

## Élete
A horvát eredetű Zala- és Vas vármegyei nemesi származású szladeoviczi Szladovits családnak a sarja. Apja Szladovits Károly (1749-1811), Vas vármegye alispánja 1809 és 1812 között, az 1790-es években a Vas megyei kemenesaljai járás főszolgabirája, földbirtokos, anyja nemes Balla Katalin (1749-1804), akinek a szülei nemes Balla István (1691-1786), boldogfai földbirtokos, esküdt, és kiskoltai Koltay Rozália voltak. Szladovits József húga Szladovits Erzsébet (1791–1839), akinek az első férje boldogfai Farkas György (1788-1823), táblabíró, földbirtokos, a második egyházasbüki Simon József (1775-1827), táblabíró, földbirtokos, majd a harmadik férje a csengeri Háczky családnak a sarja, Háczky Ferenc (1783–1861), táblabíró, földbirtokos lett. A másik leánytesvére Szladovits Rozália, akit feleségül vett Nagycenken 1807. december 27-én Gerber József.
Fiatal korában jogi képesítést szerzett, majd a családi földbirtokok igazgatásával foglalkozott. A királyságot fegyverrel szolgálta hivatásos katonaként: cs. és kir. kapitányi rangra jutott. Az 1809-es napóleoni háborúkban Zalát felkelési hadsereg állításában is tevékeny részt vett. Szladovits József majd a vármegyétől a táblabírói címet is megszerezte. 1819-ben a nagykanizsai uradalmi ügyészként tevékenykedett. Szladovits József a zalai reformkori társadalomnak az aktív része is volt; 1819-ben a Zala vármegye tisztújító választmány tagja volt a liberális érzelmű Szegedy Ferenc alispán mellett. Jó viszonyt ápolt Skublics Imre zalai főjegyzővel, farkaspatyi Farkas Sándorné muzsáji Dóczy Terézia költőnővel, akik egyben a gyermekei keresztszülőséget is vállaltak.

## Házassága és leszármazottjai

A boldogfai Farkas család címere.

1804. június 3-án Zalaboldogfán feleségül vette a tekintélyes zalai nemesi boldogfai Farkas családnak a sarját, boldogfai Farkas Marianna (*Boldogfa, 1783. január 2. – †Boldogfa, 1819. március 4.) kisasszonyt, akinek a szülei boldogfai Farkas János (1741-1788), Zala vármegye Ítélőszék elnöke ("Inclyti Sedis Iudiciaria Comitatus Szaladiensis Praeses"), a vármegye főjegyzője, ügyvéd, földbirtokos, valamint lovászi és szentmargitai Sümeghy Judit (1754-1820) voltak. Az apai nagyszülei boldogfai Farkas Ferenc (1713–1770), Zala vármegye alispánja, táblabíró, földbirtokos és a barkóczi Rosty családból származó barkóczi Rosty Anna (1722–1784) voltak. Az anyai nagyszülei nemes Sümeghy Ferenc (1723–c.1766), táblabíró, földbirtokos és a pókafalvi Póka családnak a sarja, pókafalvi Póka Marianna (1728–1797) voltak. A menyasszony apai nagybátyja boldogfai Farkas Ferenc (1742-1807), veszprémi kanonok eskette meg őket; a tanúk a menyasszony anyai nagybátyjai lovászi és szentmargitai Sümeghy József (1757-1832), Zala vármegye alispánja, királyi tanácsos, földbirtokos, és annak az öccse lovászi és szentmargitai Sümeghy Ferenc (1761-1805) földbirtokos voltak. Szladovits József sógorai felesége révén boldogfai Farkas János Nepomuk (1774–1847), táblabíró, Zala vármegye helyettes alispánja, földbirtokos és öccse, boldogfai Farkas Ferenc (1779–1844), jogász, táblabíró, földbirtokos voltak. Szladovits József és boldogfai Farkas Marianna frigyéből született:
- Szladovits Gergely (Zalaboldogfa, 1805. március 12.–Alsóbagod, 1880. Június 8.), táblabíró, jogász, földbirtokos. Felesége: egyházasbüki Simon Mária (Ozmánbük, 1805. október 23.–Zalaboldogfa, 1834. január 11.). Szladovits Gergely és Simon Mária fia: Szladovits Ferenc (1829–1878), táblabíró, 1848-49-es honvéd százados, jogász, földbirtokos.
- Szladovits Anna Erzsébet (Zalaboldogfa, 1806. november 17.–Zalaboldogfa, 1808. február 23.)
- Szladovits Anna Terézia, (Zalaboldogfa, 1808. március 13.–Zalaboldogfa, 1830. augusztus 23.). Férje: egyházasbüki Simon Mihály Sándor (Ozmánbük, 1804. szeptember 25.–Ozmánbük, 1863. december 31.), a zalaegerszegi járás főszolgabirája, táblabiró, földbirtokos.
- Szladovits Magdolna (Zalaboldogfa, 1809. március 12.–Zalaboldogfa, 1859. március 4.) Férje: szentgyörgyi Horváth György (Ukk, 1806. június 10. †Zalaboldogfa, 1860. június 3.), ügyvéd, táblabíró, letenyei uradalmi ügyész, földbirtokos.
- Szladovits Julianna (Zalaboldogfa, 1811. február 16. †Alsóbagod, 1820. március 22.)
- Szladovits Borbála Klára (Zalaboldogfa, 1812. július 30. †Nemesapáti, 1868. július 22.). Férje: nemes Csertán Sándor Wolfgang Boldizsár (Nemesszer, 1809. január 25. – Gelse, 1864. január 23.) táblabíró, ügyvéd, Zala vármegyei kormánybiztos az 1848–49-es forradalom és szabadságharc alatt, országgyűlési képviselő, gelsei birtokos.
- Szladovits Zsuzsanna Apollónia (Zalaboldogfa, 1814. szeptember 14. †Zalaboldogfa, 1817. július 31.)